# Улате Бланко, Отилио
Луис Эмилио Рафаэль де ла Тринидад Отилио Гонсалес Улате-и-Бланко (исп. Luis Emilio Rafael de la Trinidad Otilio González Ulate y Blanco; 25 августа 1891, Алахуэла, Коста-Рика — 27 октября 1973, Сан-Хосе, Коста-Рика) — коста-риканский политик, президент Коста-Рики (1949—1953).

## Биография
В 1926—1934 годах — депутат Законодательной Ассамблеи Коста-Рики.
В 1942 году — муниципальный советник в Сан-Хосе.
Главным образом работал как журналист, был редактором газеты La Tribuna и собственником ведущего издания Diario de Costa Rica, в которых он пропагандировал свои политические взгляды.
На президентских выборах 1948 года был основным соперником Рафаэля Анхель Кальдерона Гуардия. После того как избирательный трибунал объявил победителем Улате Бланко экс-президент Кальдерон отказался признавать их итоги, арестовав победителя. Однако, после вмешательства представителей католической церкви и посла США Улате Бланко был освобождён.
После прихода к власти Учредительной хунты во главе с Хосе Фигересом Феррером и проведения ряда революционных реформ, власть была передана Улате Бланко.
В 1949—1953 годах — президент Коста-Рики. На этом посту он оставил в силе большую часть законов, принятых Учредительной хунтой, внеся в них лишь незначительные коррективы. Постепенно была восстановлена деятельность левой партии Национальный авангард Коста-Рики, возрождено профсоюзное движение. Высокие цены на кофе на мировых рынках дали ему возможность финансировать общественные работы и осуществить некоторые амбициозные проекты, например постройку гидроэлектростанции на р. Ревентасон, было начато строительство международного аэропорта. Был создан Национальный совет по производству, установивший минимальные закупочные цены на сельхозпродукцию. Администрация Улате Бланко провела ряд успешных административных и экономических реформ: были основаны Центральный банк Коста-Рики и Счётная палата, принят закон о государственной службе, введена таможенная пошлина и др.
Однако его отношения с Фигересом Феррером резко ухудшились. Поскольку коста-риканская Конституция запрещает занимать пост главы государства два срока подряд, а у партии Национальный союз не было другого сильного кандидата, новым президентом был избран Фигерес Феррер.
В 1962 году неудачно баллотировался на должность президента, получил 13,5 % голосов, занял 3 место.
В 1970—1971 годах — посол в Испании.